# Vratislav Štůla
Vratislav Štůla (13. května 1921 Praha – 8. ledna 1968 New York) byl český odbojář.
Narodil se v Praze v rodině ministerského úředníka a překladatelky. Vystudoval francouzské lyceum. V létě 1939 se mu podařilo vycestovat do Francie, kde chtěl studoval francouzštinu. Nastoupil skutečně na univerzitu v jižní Francii, ale vyslechl výzvu krajanům k formování československých jednotek a vstoupil do 1. československé divize. Po pádu Francie v červnu 1940 se spolu s dalšími československými vojáky ocitl na území vichistické Francie v táboře Agde. Zde čekal na demobilizaci. Zapojil se také do pomoci krajanům. Byl rovněž členem tajné organizace Centrum pomoci Čechoslovákům, která je měla na starosti, spolu s marseillským československým konsulem Vladimírem Vochočem.
Donald Laurie byl dalším článkem řetězu, působil v rámci YMCA. Všichni zúčastnění umisťovali propuštěné vojáky, kteří neodcestovali do Velké Británie, na farmách, čímž byl nejen zajištěn přísun potravin, ale tiskly se zde také konspirační cestovní doklady.
V prosinci 1942 došlo k razii gestapa v kanceláři Centra pomoci Čechoslovákům. Na všechny byla vypsána odměna 50 000 franků. Štůla pokračoval ale v činnosti a po válce vstoupil do služeb OSN.
V roce 1967 ve službách OSN navštívil Československo. Ve Vídni v tu dobu stál u zrodu Organizace pro průmyslový rozvoj.
Byl dvakrát ženatý.
Spáchal sebevraždu skokem z okna sídla OSN.